# Kaltpressung
Die Kaltpressung ist der zentrale Verfahrensschritt bei der Herstellung kaltgepresster Pflanzenöle in Ölmühlen. In der Kaltpressung werden unter anderem die so genannten nativen oder naturbelassenen Pflanzenöle hergestellt. Das Kaltpressverfahren kommt als erste Bearbeitungsstufe in zentralen Ölmühlen im industriellen Maßstab zur Anwendung; in dezentralen Ölmühlen ist es die einzige Bearbeitungsstufe.

## Verfahren
Bei der Kaltpressung werden die Ausgangsstoffe, eventuell in zerkleinerter Form, lediglich in einem einzigen Arbeitsgang ausgepresst. Anschließend kann ein Trennverfahren erfolgen. Im Gegensatz dazu kommen bei der Heißpressung bis zur endgültigen Fertigstellung des Öls mehrere Arbeitsschritte zum Einsatz, auch unter Verwendung chemischer Hilfsstoffe. Der Begriff Kaltpressung allein erlaubt jedoch keine exakte Aussage über die bei der Pressung erreichten Temperaturen. Bei Sojaöl und Maisöl sind Temperaturen von bis zu 75 °C möglich, für eine schonende Pressung sollten jedoch 45 °C nicht überschritten werden. Bei der Herstellung von Kürbiskernöl und Arganöl werden die fettreichen Samen vor der Pressung geröstet, wodurch erst für diese Öle charakteristische Aromastoffe entstehen, aber die einer Kaltpressung zugeschriebene „Natürlichkeit“ („natives Öl“)  verloren geht.
Je nach Anforderungen und technischer Entwicklung kommen unterschiedliche Arbeitsgeräte zum Einsatz. Waren Spindelpressen bereits seit der Antike im Einsatz, wird in modernen Ölmühlen meist eine Schneckenpresse eingesetzt. In ihr wird während des Auspressens der Ölprodukte wie bei der Spindelpresse eine nur geringe Reibungswärme erzeugt. Außerdem ist die Produktivität im Vergleich zur Spindelpresse deutlich höher. Entscheidenden Einfluss auf die Temperatur des Öls während des Pressvorgangs hat hierbei dann die Justage der Schneckenpresse (z. B. der Auswahl der Pressdüse). Für den reibungslosen Ablauf des Pressvorgangs ist der Wechsel zwischen Verdichtung und Entspannung des Pressguts entscheidend. Dabei fördert die Entspannung den Ölabfluss vom Pressgut zum Seiher. Das aus der Presse austretende Truböl oder Rohöl enthält noch ca. 0,5 bis 0,6 Gewichtsprozent Feststoffe (Partikel), die die Ölalterung beschleunigen und bei technischem Einsatz zu Filterverstopfungen oder erhöhtem Verschleiß an Werkstoffen führen können. Es wird daher  durch Sedimentation (absetzen lassen) und Filtration von Sedimenten und Schwebstoffen gereinigt.

## Rechtliche Grundlagen bei Olivenöl
Die Verordnung (EU) Nr. 29/2012 regelt die zulässige Verwendung der Begriffe erste Kaltpressung und Kaltextraktion bei Olivenölen in den Artikeln 5a bzw. 5b. Die Angabe erste Kaltpressung ist demnach nur erlaubt, falls das Olivenöl bei höchstens 27 °C durch mechanische Pressung in einem traditionellen Extraktionssystem
gewonnen wurde (Artikel 5a). Die Angabe Kaltextraktion ist nur erlaubt wenn das Olivenöl bei höchstens 27 °C  durch Perkolation oder Zentrifugation gewonnen wurde (Artikel 5b). Auf die Qualitätseinstufungen wie „nativ extra“ oder „nativ“ hat dies keinen Einfluss, da dafür der Gehalt an freien Fettsäuren ausschlaggebend ist. So ist zum Beispiel auch das sogenannte Lampantöl ein durch Kaltpressung gewonnenes Olivenöl, aber wegen seines erhöhten Gehalts an freien Fettsäuren nicht für den menschlichen Verzehr freigegeben.

## Ergebnis
Bei der Produktion von kaltgepressten Ölen können bei Einsatz geringer Temperaturen alle Inhaltsstoffe der Ausgangsprodukte erhalten bleiben. Diese haben Einfluss auf die Qualitätskriterien wie Geschmack, Geruch, Farbe und Vitamingehalt. Kalt gepresste Öle werden geschmacklich von der verwendeten Ölfrucht/-saat bestimmt. Im Gegensatz dazu sind Pflanzenöle, die durch Warmpressung und Raffination hergestellt werden, geschmacksneutral, da die leicht verderblichen und daher unerwünschten, für Ernährung und Geschmack jedoch durchaus wichtigen Bestandteile aus dem Öl entfernt werden.
Als Pflanzenölkraftstoff sind sachgerecht hergestellte Pflanzenöle aus Kaltpressung geeignet. Da jedoch i. d. R. keine nachträgliche Abtrennung motorschädigender bzw. emissionserzeugender Begleitstoffe wie Phosphor, Calcium und Magnesium erfolgt, ist eine einwandfreie Qualität des Ausgangsmaterials und des Produktionsprozesses Voraussetzung für einen hochwertigen und normgerechten Biokraftstoff.